# San Marinos Grand Prix
San Marinos Grand Prix var en deltävling i formel 1-VM som kördes på Autodromo Enzo e Dino Ferrari i Imola, ca 30 km sydost om Bologna, i Italien. 
San Marino ansågs vara för litet för att arrangera ett eget grand prix, men loppet kallades ändå San Marinos Grand Prix eftersom det redan fanns ett Italiens Grand Prix. Italiens Grand Prix arrangerades dock på Imolabanan 1980. 
San Marinos Grand Prix, som körts sedan 1981, var säsongens första formel 1-lopp i Europa till och med säsongen 2006. Därefter utgick San Marinos Grand Prix och istället övertog Spaniens Grand Prix Europapremiären.
Säsongen 2020 arrangerades återigen ett GP på Imola. Lewis Hamilton och Valtteri  Bottas körde hem första respektive andra platsen och gav därmed Mercedes sin sjunde raka världskupsseger. 

## Vinnare San Marinos Grand Prix
| År   | Bana  | Förare                | Konstruktör      |
| ---- | ----- | --------------------- | ---------------- |
| 2006 | Imola | Michael Schumacher    | Ferrari          |
| 2005 | Imola | Fernando Alonso       | Renault          |
| 2004 | Imola | Michael Schumacher    | Ferrari          |
| 2003 | Imola | Michael Schumacher    | Ferrari          |
| 2002 | Imola | Michael Schumacher    | Ferrari          |
| 2001 | Imola | Ralf Schumacher       | Williams-BMW     |
| 2000 | Imola | Michael Schumacher    | Ferrari          |
| 1999 | Imola | Michael Schumacher    | Ferrari          |
| 1998 | Imola | David Coulthard       | McLaren-Mercedes |
| 1997 | Imola | Heinz-Harald Frentzen | Williams-Renault |
| 1996 | Imola | Damon Hill            | Williams-Renault |
| 1995 | Imola | Damon Hill            | Williams-Renault |
| 1994 | Imola | Michael Schumacher    | Benetton-Ford    |
| 1993 | Imola | Alain Prost           | Williams-Renault |
| 1992 | Imola | Nigel Mansell         | Williams-Renault |
| 1991 | Imola | Ayrton Senna          | McLaren-Honda    |
| 1990 | Imola | Riccardo Patrese      | Williams-Renault |
| 1989 | Imola | Ayrton Senna          | McLaren-Honda    |
| 1988 | Imola | Ayrton Senna          | McLaren-Honda    |
| 1987 | Imola | Nigel Mansell         | Williams-Honda   |
| 1986 | Imola | Alain Prost           | McLaren-TAG      |
| 1985 | Imola | Elio de Angelis       | Lotus-Renault    |
| 1984 | Imola | Alain Prost           | McLaren-TAG      |
| 1983 | Imola | Patrick Tambay        | Ferrari          |
| 1982 | Imola | Didier Pironi         | Ferrari          |
| 1981 | Imola | Nelson Piquet         | Brabham-Ford     |